# Torben
Torben (Friedrich Ernestine) — судно для встановлення вітрових турбін, споруджене для RWE Innogy та викуплене в середині 2010-х данською компанією A2SEA. Однотипне з Victoria Mathias.

## Характеристики
Замовлення на судно, яке спершу носило назву Friedrich Ernestine, виконала у 2011 році верф Daewoo Shipbuilding&Marine Engineering (м. Кодже, Південна Корея). За своїм архітектурно-конструктивним типом воно відноситься до самопідіймальних (jack-up) та має чотири опори, які дозволяють оперувати в районах з глибинами до 45 метрів.
Для виконання основних завдань Torben обладнане краном Liebherr BOS 35000 вантажопідйомністю 1000 тонн. Пересування до місця виконання робіт здійснюється самостійно з операційною швидкістю до 7,5 вузла, а точність встановлення забезпечується системою динамічного позиціювання DP2.
На борту наявні каюти для 60 осіб. Доставка персоналу та вантажів може здійснюватись з використанням гелікоптерного майданчика судна, який має діаметр 17 метрів.

## Завдання судна
З осені 2012-го по весну 2014-го на ВЕС Гвінт-і-Мор (Ліверпульська затока Ірландського моря) судно встановило 128 із 160 перехідних елементів, які забезпечують зв'язок між монопалями та баштами вітроагрегатів. Також воно виконувало тут допоміжні бурові операції.
Після цього Friedrich Ernestine прибуло до Північного моря неподалік острова Гельголанд, де на ВЕС Нордзе-Ост кріпило лопаті до гондол турбін, встановлених судном Victoria Mathias.
У 2016 році судно, вже під назвою Torben, спорудило фундаменти та змонтувало на них дві турбіни на першій тайванській демонстраційній ВЕС Формоза 1.